# Al Harris (giocatore di football americano 1974)
Alshinard Harris (Coconut Creek, 7 dicembre 1974) è un ex giocatore di football americano statunitense che ha militato nel ruolo di cornerback nella National Football League (NFL).

## Carriera

### Tampa Bay Buccaneers
Harris nel corso del sesto giro del Draft NFL 1997 dai Tampa Bay Buccaneers. Nella prima stagione fece sempre parte della squadra di allenamento. Trascorse la pre-stagione successiva con la squadra ma fu svincolato il 30 agosto.

### Philadelphia Eagles
Harris firmò con i Philadelphia Eagles il 31 agosto 1998. Fece il suo debutto nella NFL una settimana dopo contro i Seattle Seahawks partendo come cornerback destro titolare al posto dell'infortunato Bobby Taylor. In quella stagione disputò tutte le 16 partite, di cui 7 come titolare. Il 6 novembre 2000 firmò un'estensione contrattuale quinquennale con gli Eagles.

### Green Bay Packers
Dopo la stagione 2002, i Green Bay Packeers acquisirono Harris e una scelta del quarto giro in cambio di una scelta del secondo giro. Nelle due stagioni successive partì come titolare in tutte le 32 gare della squadra. Nel 2007 e 2008 Harris fu convocato per il Pro Bowl e nel 2007 fu inserito nel Second-team All-Pro.
Il 22 novembre 2009 Harris subì un grave infortunio contro i San Francisco 49ers rompendosi due legamenti. L'8 novembre 2010 fu svincolato.

### Miami Dolphins
Harris firmò un contratto di un anno con i Miami Dolphins il 10 novembre 2010. Disputò tre partite prima di infortunarsi al tendine del ginocchio ed essere inserito in lista infortunati. Il 30 dicembre 2010 fu svincolato.

### St. Louis Rams
Il 29 luglio 2011 Harris firmò con i St. Louis Rams. Il 13 novembre 2021 si ruppe il legamento crociato anteriore contro i Cleveland Browns. Il giorno successivo fu inserito in lista riserve, chiudendo di fatto la carriera.

## Palmarès
- Convocazioni al Pro Bowl: 2

2007, 2008
- Second-team All-Pro: 1

2007
- Green Bay Packers Hall of Fame